# ルルアのアトリエ 〜アーランドの錬金術士4〜
『ルルアのアトリエ 〜アーランドの錬金術士4〜』（ルルアのアトリエ アーランドのれんきんじゅつしフォー）は、コーエーテクモゲームスより2019年3月20日に発売されたゲームソフト。「アトリエシリーズ」の一作。
錬金術によるアイテム作成を主題としたアトリエシリーズの20作目（スピンオフ系タイトルを除く）。
本作はシリーズの内の「アーランドシリーズ」の4作目にあたり、アトリエシリーズにおいて1つのシリーズで4作目が制作される初のケースとなった。

## あらすじ
アーランド共和国の辺境アーキュリスに住む、錬金術士ロロライナ・フリクセルの娘のルルアは、母を超えるため、たまたまアーキュリスに来た錬金術士ピアニャに師事する形で修行に励んでいた。ある日、ルルアは「アルケミリドル」という本を見つける。この本は彼女以外の人間には読めない仕様となっており、彼女は解読を進めるうちに、アーキュリス、ひいてはアーランドの「真実」へと近づいていった。

## 登場人物
ルルア / エルメルリア・フリクセル
声 - 島袋美由利
本作の主人公で、錬金術士ロロナを母に持つ。誕生日は2月14日で16歳。身長は155cmでO型。
前向きで行動的な反面、突出した才能は持っていない。母を超えることを夢見て、師匠ピアニャと同居している。
戦闘においては、調合したアイテムの運用や仲間の回復が得意

エーファ・アルムスター
声 - 阿澄佳奈
ルルアの親友。穏やかな性格をしている一方、ルルアら信頼できる者以外にはなかなか弱みを見せない。

ピアニャ
声 - あきやまかおる
ルルアの師匠である錬金術士で、かつてはトトリに師事していた。面倒見がよく、教え方も丁寧である。

クリストフ・オーレル・アーランド
声 - 花江夏樹
「最強の剣士」を目指す冒険者。冷静でまじめな性格をしている。また、厄介事を避けたいと思いつつも、世話焼きな一面もある。

ロロナ / ロロライナ・フリクセル
声 - 門脇舞以
ルルアの母である錬金術士。「ぐるぐる理論」と呼ばれる考えで錬金術を理解しているため、人に説明するのが苦手。
任務で各地を転々としているため、錬金術についてはピアニャに任せている。 パイが好きで、本作においてもパイへのこだわりがある。

フィクス・フィニス
声 - 羽多野渉
謎の手品師。年少者には優しい反面、冗談や人を煙に巻くような発言が多いため、周りから怪しまれている。

ニコデムス・ダヴィド・ディーター
声 - 松岡禎丞
「荒波渡りのニコ」という異名で知られた元海賊の冒険者で、碇を得物とする。ある人物に愛船を壊されたため、修理費を稼ぐために冒険者として依頼を受けている。 豪快で大ざっぱな性格をしている。

ステルク / ステルケンブルク・クラナッハ
声 - 小杉十郎太
アーランド王国の元騎士で、現在はアーランド全域の警備する「警備団」の団長として、各地を転々としている。  堅物かつ真面目な人物で自己を律しようとする一方、時折情熱的な一面が表出する。

マァナ
声 - 近藤唯
アーキュリスの育児院に出入りしている少女。言葉遣いは独特ながらも基本的には無邪気で年相応にふるまう。

スティア
声 - 釘宮理恵
ルルアが出会った少女で、上品な話し方や身のこなしが特徴。 人の感情の機微を感じ取るのが下手で、良かれと思ってとった行動が裏目に出ることが多い。

トトリ / トトゥーリア・ヘルモルト
声 - 名塚佳織
ロロナの弟子である錬金術士。ピアニャの師匠でもあり、2人で世界に錬金術を広める活動を行っている。
もともと自覚なしに毒舌を吐くこともあるが、本作では気にするようになった。

メルル / メルルリンス・レーデ・アールズ
声 - 明坂聡美
かつてのアールズ王国の姫。『メルルのアトリエ 〜アーランドの錬金術士3〜』でアールズ王国とアーランド共和国の合併に向けて奮闘したのち、各地を旅している。

リオネラ
声 -真堂圭
アーランドにある酒場「アラホロ亭」の経営者で、もともとは踊り子だった。かつては内気な性格だったが、ロロナとの旅を通じて社交性を身に着け、あらゆる事情があっても穏やかに過ごせる場所を作りたいという考えから、「アラホロ亭」をオープンした経緯がある。

ちむどらごん
声 - 三瓶由布子
ホムンクルス・ちむの一体。旅においては「ナノマスター」ことルルアの身の回りの世話をしている。

リーザ・フォン・バイルシミット
声 - 加藤英美里
アーキュリスの酒場『金の大斧亭』の看板娘。

レフレ・フォン・バイルシミット
声 - 奥野香耶
アーキュリスの宝石店『銀のたがね』の店主で、リーザの実妹。内向的で感情表現は薄いが、姉との仲は良い。

コオル・デューラー
声 - 三輪聡一郎
アーランドの鍛冶屋で、かつては行商人をしていた。
ロロナとは旧知の仲。

イエルチェ・エレミース
声 - 武田羅梨沙多胡
冒険者マニアの少女。

ヴィルト・クリンスマン
声 -米内佑希
アーランドで食堂を経営している青年。かつては不良少年だったが、ある料理人の料理の味に感心し、自分もその道に進んだ経緯を持つ。

パメラ・イービス
声 - 谷井あすか
アールズで「パメラ屋さん」という店を経営している女性で、ロロナとは旧知の仲。

ミミ・ウリエ・フォン・シュヴァルツラング
声 - 井口裕香
トトリの親友兼護衛。

ケイナ・スウェーヤ
声 - 岩渕友紀
メルルの幼馴染。かつてはメルルの付き人だったが、本作においてはアールズの役人として登場している。

ベノン・アルムスター
声 - 津田健次郎
アーキュリスの育児院の代表。

## 制作
『ルルアのアトリエ』の総合プロデューサーを務めた細井順三は電撃オンラインとのインタビューの中で、キャラクターデザイナーの岸田メルとアーランドシリーズの新作を検討していた際、岸田から前日譚はやめようといわれていたと話している。というのも、アーランドシリーズは良くも悪くも時間枠が進むことに楽しさを見出すというゲーム性があり、アーランドシリーズの新作においても、『メルルのアトリエ 〜アーランドの錬金術士3〜』の後日談とすることに迷いがなかったと話している。過去のアトリエシリーズで前日譚を作ることはあったものの、アーランドシリーズは新作の供給ペースが遅かったため、もし前日譚を作ろうとする際、忘れていることがたくさん出てきてしまい、遊びにくくなる可能性もあった。また、ニンテンドー3DS版『新・ロロナのアトリエ はじまりの物語 ～アーランドの錬金術士～』で、ロロナの師匠であるアストリッドの物語が描かれていたことから、アーランドシリーズの4作目を作るならば、さらに未来を描こうということになった。
初心者への配慮としてチュートリアルを含めてキャラクターの説明をしっかり行うという方針が立ている一方、物語の主体はあくまでもルルアであり、過去作ありきという考えは排除したと細井は話している。
主人公のルルアはこれまでのアーランドシリーズの主人公にはないタイプのキャラクターであり、既存作品のファンにも新規プレイヤーにも受け入れられてほしいという考えから、性格付けと行動の真意の描き方には細心の注意が払われた。一方、エーファは華奢な見た目に反し、武骨な大砲を武器として使わせることもできる。これについて、細井はバトル演出の担当者の提案であり、岸田メルのデザイン画には描かれていなかったと説明している。
音楽においても、アーランドシリーズの歴代作品に参加していた中河健、柳川和樹、阿知波大輔が手掛けた。

## 主題歌
オープニングテーマ「Presea」
作詞・作曲・編曲 - 柳川和樹 / 歌 - 山本美禰子
エンディングテーマ「旅へ寄せて」
作詞・作曲・編曲 - 中河健 / 歌 - Kayoco